# L'Évasion (film, 1923)
Pour les articles homonymes, voir L'Évasion.
Pour plus de détails, voir Fiche technique et Distribution.
L'Évasion est un film muet français réalisé par Georges Champavert, sorti en 1923.
Il s'agit d'une adaptation pour le cinéma de la pièce éponyme  d'Auguste de Villiers de L'Isle-Adam , créée à Paris, au Théâtre-Libre, le 10 octobre 1887 avec Jules Mévisto dans le rôle de Pagnol, en ouverture de la fameuse « soirée Goncourt »,  dans la petite salle du 37 passage de L'Élysée-des-Beaux-Arts, qui a définitivement lancé le Théâtre-Libre d'André Antoine.

## Synopsis
L'action se passe en 1830. Pignol et son complice Crochut ont réussi à s'évader du bagne de Toulon et projettent de voler l'argent d'un jeune couple, les Lebreuil, le soir de leur nuit de noces.
Autant Crochut n'hésitera pas à tuer pour parvenir à ses fins, autant Pignol a des scrupules à utiliser la violence. Alors que les gardes-chiourmes lancés à leur trousses se rapprochent des fuyards, Crochut s'enlise dans les marais qu'ils tentent de traverser et meurt étouffé. Pignol pris de remords se laissera finalement capturer pour soulager sa conscience.

## Fiche technique
- Titre : L'Évasion
- Réalisation : Georges Champavert
- Scénario :  Georges Champavert, d'après la pièce d'Auguste de Villiers de L'Isle-Adam, créée en 1887
- Photographie : Georges Specht
- Société de production : Les Films Prismos
- Société de distribution : Phocéa-Location
- Pays de production :  France
- Langue : film muet avec les intertitres en français
- Métrage : 2,000 mètres
- Format : Noir et blanc — 35 mm — 1,33:1 — Muet
- Genre : Film dramatique
- Durée : 66 minutes 40
- Date de sortie :
  - France : 8 février 1923

## Distribution
- Claude Bénédict : Pignol
- Félix Mounet : Crochut
- Juliette Malherbe : Jeanne Crochut
- Simone Doisy : Marianne Lebreuil, la jeune mariée
- Bourgoin : Lebreuil, le jeune marié
- Marthe Lepers : Dame Yvonne, la servante des Lebreuil
- André Roanne : Lucien Dumont
- Paul Bracco : le notaire des Lebreuil